# Parque Las Heras (Buenos Aires)

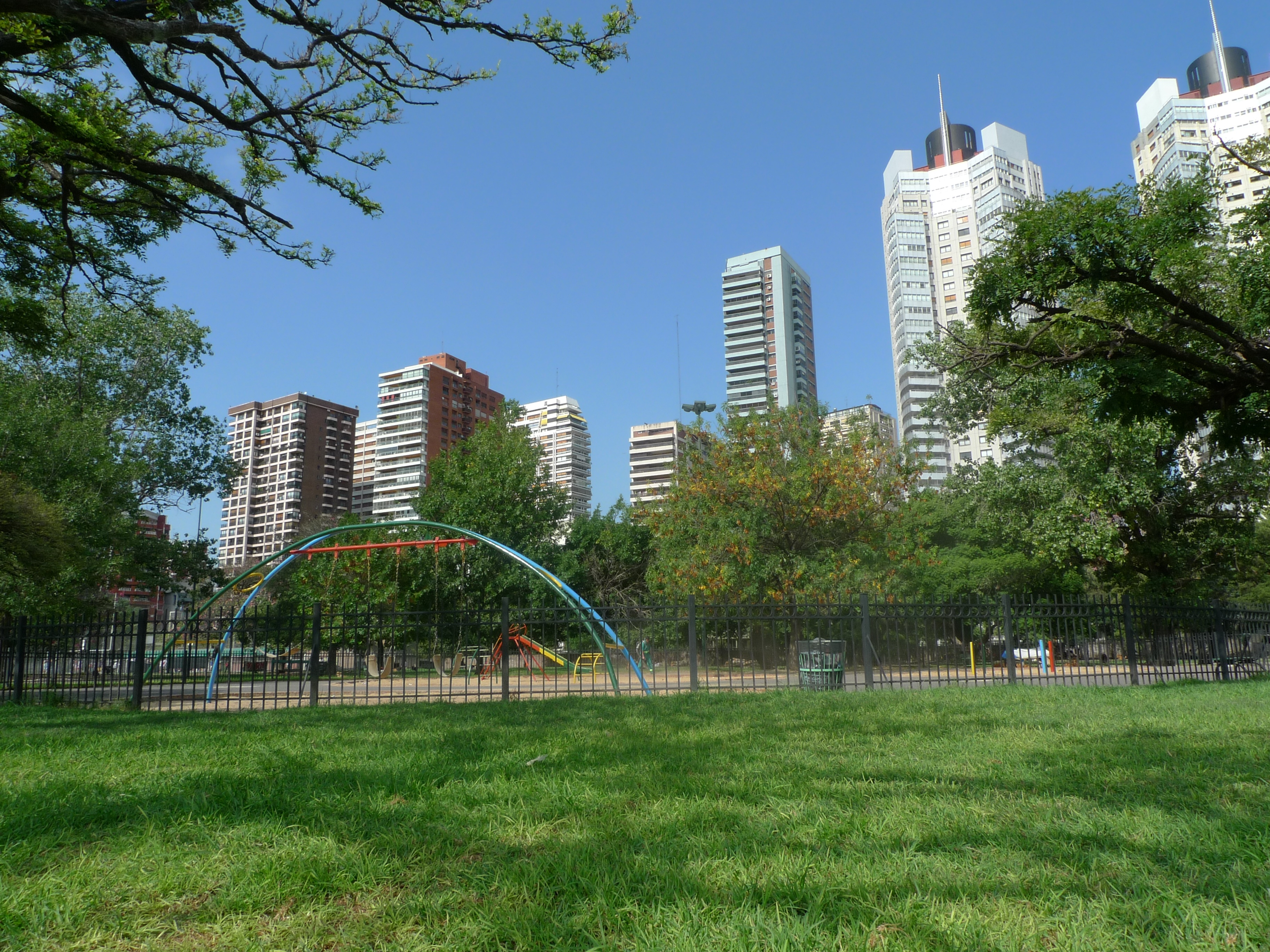
Imagen del parque con varias torres de fondo.

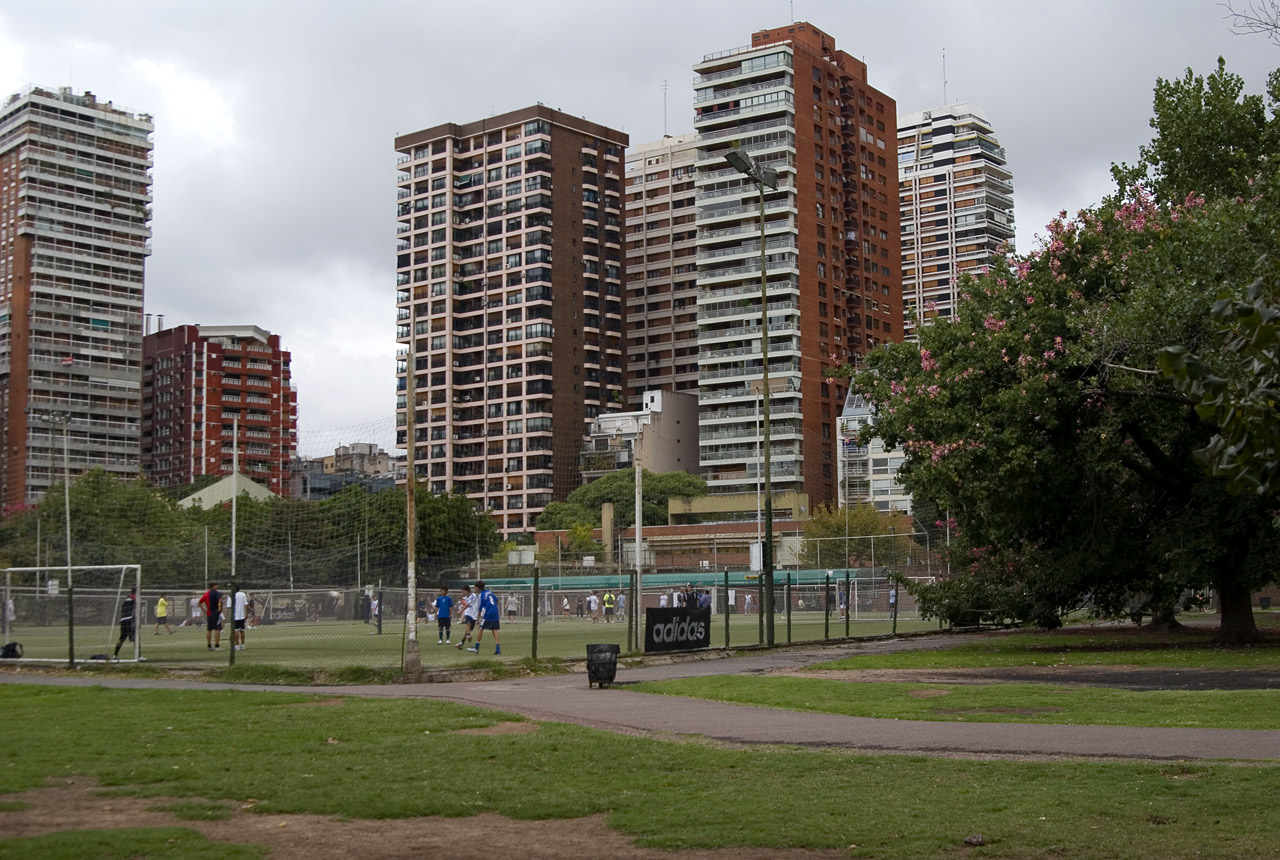
Cancha de fútbol dentro del parque (Escuela Claudio Marangoni).

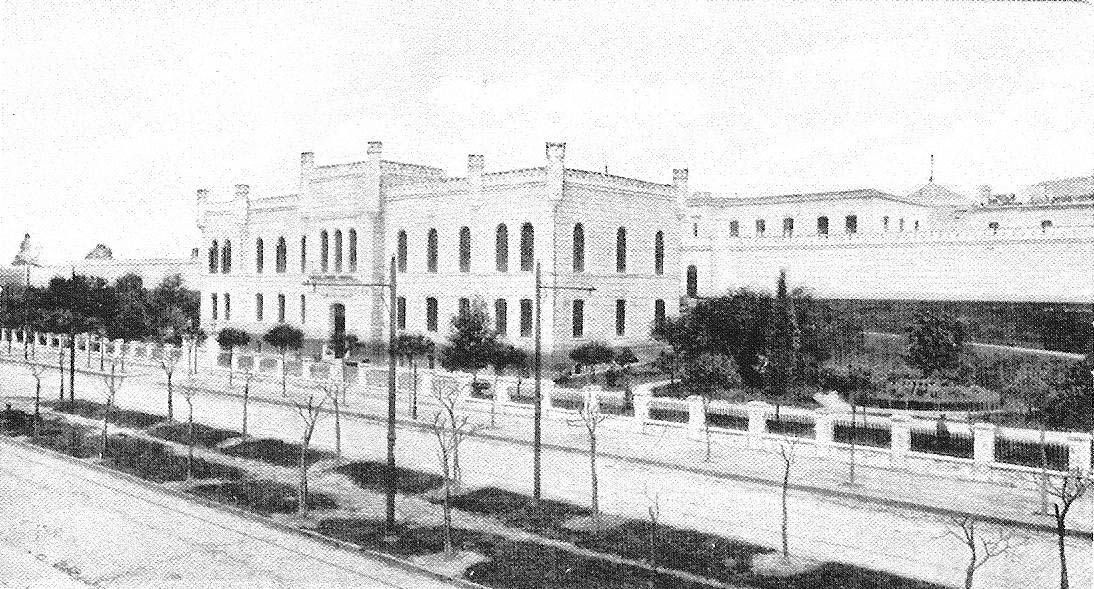
Penitenciaría Nacional, que ocupó el predio hasta 1962.

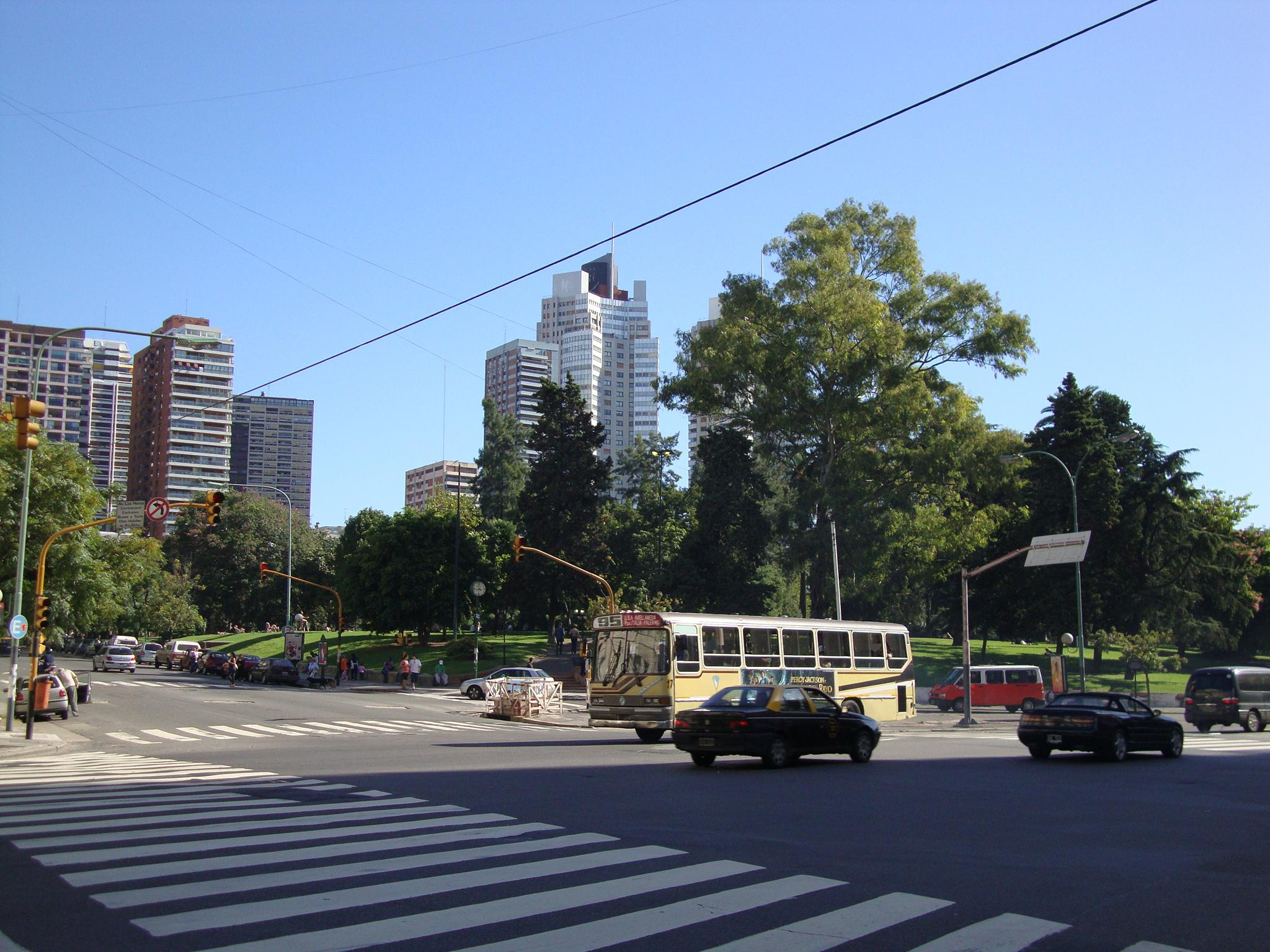
Visto desde Av. Las Heras y Av. Coronel Díaz.

El parque Las Heras es un parque público ubicado en el barrio de Palermo en sus lindes con Barrio Norte  y Recoleta, todos de la Ciudad de Buenos Aires, Argentina.
Este parque relativamente reciente, con un área de casi 12 ha,  está delimitado por las avenidas General Las Heras y Coronel Díaz, y las calles Jerónimo Salguero y Juncal. 
En el terreno donde se ubica, funcionó hasta 1962 la Penitenciaría Nacional que había sido construida entre 1872 y 1876. En 1961 comenzó su demolición. El 12 de junio de 1956, en la antigua penitenciaría de la calle Las Heras, fue fusilado el general Juan José Valle, líder del frustrado levantamiento cívico-militar del 9 de junio contra el gobierno del general Pedro Eugenio Aramburu. Aramburu había asumido el gobierno de facto el 13 de noviembre de 1955, tras la autodenominada “Revolución Libertadora”, que derrocó a Juan Domingo Perón en septiembre del mismo año.
En 2008, mediante el decreto 2388/2008 que lleva la firma de la expresidente Cristina Fernández de Kirchner, el lugar fue declarado Sitio Histórico Nacional. El lugar donde se produjo el fusilamiento en el predio de la antigua Penitenciaría Nacional está señalado con bloques de piedra granítica y dos placas con los nombres de todos los caídos en esas jornadas. En 2014 la Legislatura porteña aprobó un proyecto de resolución de María Rosa Muiños que establece la colocación de una placa recordatoria.

## Características
En lo que a topografía respecta, el terreno presenta una relativamente suave barranca pasando la Avenida las Heras, que le da nombre al parque; antes de ser urbanizada la zona, dicha barranca se explayaba en un bajo hasta el Río de la Plata, teniendo en su costado sur (cerca de la Avenida Coronel Díaz) uno de los pequeños ramales del "delta" que formaba el arroyo Manso, entubado ya desde 1890.

## Historia
Por ser asiento desde fines del siglo XIX, y hasta inicios de los 1960, de la Penitenciaría Nacional, la zona fue llamada "La Tierra del Fuego" ya que el aspecto del edificio recordaba al del Penal de Ushuaia. 
La "Tierra del Fuego" en torno a lo que hoy es el Parque Las Heras porteño se trataba de una barriada donde residía una población de "avería" (ex convictos, y marginales varios). En la década de 1960, la zona comenzó a ser urbanizada, para una población de clase media alta (ABC1) residente en edificios de apartamentos, muchos de ellos de más de 20 pisos.
Al oeste de la Penitenciaría, en un terreno más elevado, con fachada a la Av. Coronel Díaz, se ubicaba la gran sede central de la Cervecería Palermo, que poseía un bello edificio de arquitectura industrial decimonónica, con techos cubiertos por tejas, de forma escamada de zinc y pendientes de aires goticistas y un gran reloj. Tal edificio fue demolido entre la segunda mitad de los 1970 y los 1990, y fue en gran medida sustituido por un centro comercial llamado "Alto Palermo". 
En cuanto al predio del actual Parque Las Heras porteño, una vez demolida la penitenciaría porteña en los 1960 se mantuvo con el nombre popular de "La Peni" como un gran terreno baldío que era usado por los jóvenes para practicar fútbol. Esto duró hasta los 80s, década en la que gradualmente se comenzó la parquización al ser edificada en el ángulo de las calles Salguero y Juncal (esquina noroeste del actual parque) la Escuela de Lenguas Vivas (iniciada su construcción en 1972)  y en el costado sur (mirando a la av. Coronel Díaz) una especie de improvisado parque de diversiones con calesitas, pistas de karting etc. 
El predio se mantuvo en una situación indecisa legalmente hasta pasado 1983, pese a que ya en 1972 se había proyectado edificar en el mismo un gigantesco y ultramoderno Auditorio que se concursó, eligiéndose el proyecto de los arquitectos Baudizzone-Díaz-Erbin-Lestard-Varas. Tal magnífico edificio jamás fue concretado, por los cambios políticos constantes en la siguiente década. 
Tras 1983 la valiosa zona fue oficialmente declarada parque urbano y efectuándose recién entonces obras oficiales de parquización (plantado de árboles, juegos, diseño de senderos etc.). 
En el ángulo suroeste (casi esquina Juncal y Av. Cnel. Díaz) existe desde entonces un relativamente modesto edificio que corresponde a la iglesia católica: la parroquia Nuestra Señora de Loreto, obra de arquitectura funcional moderna. 
Anteriormente, en los 1980, sobre la zona sur dando a la calle Juncal se edificó la escuela primaria común Nº16 Wenceslao Posse. 
En la esquina noroeste (dando a la calle Salguero) se edificó la escuela Nº26 Distrito Escolar 1 Van Gelderen. 
El centro de la antigua penitenciaría ha sido ocupado por la Escuela de fútbol Claudio Marangoni, y hacia el costado norte existe una calesita.
Como curiosidad: se considera que las altas y añejas palmeras existentes eran las que había dentro de la cárcel penitenciaria.
En 2007 fue declarado sitio histórico de la ciudad de Buenos Aires por la Legislatura porteña.
El nombre del parque procede de la avenida que lo ladea por el este y el nombre de esta avenida homenajea al militar patriota argentino Juan Gregorio de Las Heras, partícipe en las Guerras de la Independencia.